# 2025 a sportban
2025 a sportban a 2025-ös év fontosabb sporteseményeit tartalmazza.

## Események

### Január
| Dátum                | Sportág                    | Esemény                                                        | Helyszín                    |
| -------------------- | -------------------------- | -------------------------------------------------------------- | --------------------------- |
| január 3–17.         | Rali                       | 2025-ös Dakar-rali                                             | Szaúd-Arábia                |
| január 5–11.         | Jégkorong                  | női U18-as divízió I/A világbajnokság                          | Budapest, Magyarország      |
| január 10–12.        | Gyorskorcsolya             | 2025-ös gyorskorcsolya-Európa-bajnokság                        | Heerenveen, Hollandia       |
| január 12–26.        | Tenisz                     | 2025-ös Australian Open, a 113. ausztrál nyílt teniszbajnokság | Melbourne, Ausztrália       |
| január 13–23.        | Téli Universiade           | 2025. évi téli universiade                                     | Torino, Olaszország         |
| január 14–február 2. | Kézilabda                  | 2025-ös férfi kézilabda-világbajnokság                         | Horvátország Dánia Norvégia |
| január 17–19.        | Rövidpályás gyorskorcsolya | 2025-ös rövidpályás-gyorskorcsolya-Európa-bajnokság            | Drezda, Németország         |
| január 28–február 2. | Műkorcsolya                | 2025-ös műkorcsolya-Európa-bajnokság                           | Tallinn, Észtország         |
| január 31–február 2. | Kerékpározás               | 2025-ös terepkerékpár-világbajnokság                           | Liévin, Franciaország       |

### Február
| Dátum                 | Sportág          | Esemény                                          | Helyszín                      |
| --------------------- | ---------------- | ------------------------------------------------ | ----------------------------- |
| február 4–16.         | Alpesisí         | 2025-ös alpesisí-világbajnokság                  | Saalbach, Ausztria            |
| február 9.            | Amerikai futball | Super Bowl LIX                                   | New Orleans, Egyesült Államok |
| február 12–16.        | Kerékpározás     | 2025-ös pályakerékpáros Európa-bajnokság         | Heusden-Zolder, Belgium       |
| február 12–23.        | Biatlon          | 2025-ös biatlon-világbajnokság                   | Lenzerheide, Svájc            |
| február 22–23.        | Atlétika         | 2025-ös magyar fedett pályás atlétikai bajnokság | Nyíregyháza, Magyarország     |
| február 25–március 2. | Műkorcsolya      | Junior műkorcsolya-világbajnokság                | Debrecen, Magyarország        |
| február 26–március 9. | Északisí         | 2025-ös északisí-világbajnokság                  | Trondheim, Norvégia           |

### Március
| Dátum                 | Sportág                    | Esemény                                           | Helyszín                        |
| --------------------- | -------------------------- | ------------------------------------------------- | ------------------------------- |
| március 6–9.          | Atlétika                   | 2025-ös fedett pályás atlétikai Európa-bajnokság  | Apeldoorn, Hollandia            |
| március 8.            | Labdarúgás                 | 2025-ös Sidemen Charity Match                     | Wembley Stadion, London, Anglia |
| március 7–13.         | Sportlövészet              | 2025-ös légfegyveres Európa-bajnokság             | Eszék, Horvátország             |
| március 13–16.        | Gyorskorcsolya             | 2025-ös távonkénti gyorskorcsolya-világbajnokság  | Hamar, Norvégia                 |
| március 14–16.        | Rövidpályás gyorskorcsolya | 2025-ös rövidpályás gyorskorcsolya-világbajnokság | Peking, Kína                    |
| március 15–23.        | Curling                    | 2025-ös női curling-világbajnokság                | Uidzsongbu, Dél-Korea           |
| március 21–23.        | Atlétika                   | 2025-ös fedett pályás atlétikai világbajnokság    | Nanking, Kína                   |
| március 21–23.        | Asztalitenisz              | 2025-ös magyar asztalitenisz-bajnokság            | Cegléd, Magyarország            |
| március 25–30.        | Műkorcsolya                | 2025-ös műkorcsolya-világbajnokság                | Boston, Egyesült Államok        |
| március 29–április 6. | Curling                    | 2025-ös férfi curling-világbajnokság              | Moose Jaw, Kanada               |

### Április
| Dátum               | Sportág     | Esemény                                     | Helyszín                     |
| ------------------- | ----------- | ------------------------------------------- | ---------------------------- |
| április 1–23.       | Sakk        | 2025-ös női sakkvilágbajnokság              | Sanghaj, Csungking, Kína     |
| április 4–5.        | Műkorcsolya | 2025-ös szinkronkorcsolya-világbajnokság    | Helsinki, Finnország         |
| április 7–13.       | Birkózás    | 2025-ös birkózó-Európa-bajnokság            | Pozsony, Szlovákia           |
| április 7–13.       | Tollaslabda | 2025-ös tollaslabda-Európa-bajnokság        | Horsens, Dánia               |
| április 9–12.       | Úszás       | 2025-ös magyar úszóbajnokság                | Kaposvár, Magyarország       |
| április 9–20.       | Jégkorong   | 2025-ös női jégkorong-világbajnokság        | České Budějovice, Csehország |
| április 13–21.      | súlyemelés  | 2025-ös súlyemelő-Európa-bajnokság          | Chișinău, Moldova            |
| április 19–május 5. | Snooker     | 2025-ös snooker-világbajnokság              | Sheffield, Anglia            |
| április 20–26.      | Jégkorong   | U18-as jégkorong-világbajnokság divízió I/A | Székesfehérvár, Magyarország |
| április 23–27.      | Cselgáncs   | 2025-ös cselgáncs-Európa-bajnokság          | Podgorica, Montenegró        |
| április 26–május 3. | Curling     | 2025-ös vegyespáros curling-világbajnokság  | Fredericton, Kanada          |

### Május
| Dátum               | Sportág                      | Esemény                                                     | Helyszín                             |
| ------------------- | ---------------------------- | ----------------------------------------------------------- | ------------------------------------ |
| május 9–25.         | Jégkorong                    | 2025-ös IIHF jégkorong-világbajnokság                       | Herning, Dánia Stockholm, Svédország |
| május 9–június 1.   | Országútikerékpár-versenyzés | 2025-ös Giro d’Italia                                       | Olaszország                          |
| május 14–18.        | Országútikerékpár-versenyzés | 2025-ös Tour de Hongrie                                     | Magyarország                         |
| május 14.           | Labdarúgás                   | 2025-ös magyar labdarúgókupa-döntő                          | Budapest, Magyarország               |
| május 17–25.        | Asztalitenisz                | 2025-ös egyéni asztalitenisz-világbajnokság                 | Doha, Katar                          |
| május 21.           | Labdarúgás                   | 2025-ös Európa-liga-döntő                                   | Bilbao, Spanyolország                |
| május 22.–június 7. | Teke                         | 2025-ös teke-világbajnokság                                 | Székesfehérvár, Magyarország         |
| május 25.–június 8. | Tenisz                       | 2025-ös Roland Garros, a 124. francia nyílt teniszbajnokság | Párizs, Franciaország                |
| május 26–31.        | Torna                        | 2025-ös torna-Európa-bajnokság                              | Lipcse, Németország                  |
| május 28.           | Labdarúgás                   | 2025-ös UEFA Konferencia Liga-döntő                         | Wrocław, Lengyelország               |
| május 29.–június 1. | Evezés                       | 2025-ös evezős Európa-bajnokság                             | Plovdiv, Bulgária                    |
| május 31.           | Labdarúgás                   | 2025-ös UEFA-bajnokok ligája-döntő                          | München, Németország                 |

### Június
| Dátum                | Sportág              | Esemény                                                            | Helyszín                                       |
| -------------------- | -------------------- | ------------------------------------------------------------------ | ---------------------------------------------- |
| június 2–8.          | Kajak-Kenu           | 2025-ös kajak-kenu maratoni Európa-bajnokság                       | Ponte de Lima, Portugália                      |
| június 3–8.          | Ritmikus gimnasztika | 2025-ös ritmikus gimnasztika-Európa-bajnokság                      | Tallinn, Észtország                            |
| június 11–28.        | Labdarúgás           | 2025-ös U21-es labdarúgó-Európa-bajnokság                          | Szlovákia                                      |
| június 13–20.        | Cselgáncs            | 2025-ös cselgáncs-világbajnokság                                   | Budapest, Magyarország                         |
| június 14–19.        | Vívás                | 2025-ös vívó-Európa-bajnokság                                      | Genova, Olaszország                            |
| június 15–július 13. | Labdarúgás           | 2025-ös FIFA-klubvilágbajnokság                                    | Egyesült Államok                               |
| június 18–29.        | Kosárlabda           | 2025-ös női kosárlabda-Európa-bajnokság                            | Csehország Németország Olaszország Görögország |
| június 19–22.        | Kajak-Kenu           | 2025-ös gyorsasági kajak-kenu Európa-bajnokság                     | Račice, Csehország                             |
| június 23–29.        | Kosárlabda           | 2025-ös 3x3 kosárlabda-világbajnokság                              | Ulánbátor, Mongólia                            |
| június 25–29.        | Öttusa               | 2025-ös junior öttusa-világbajnokság                               | Székesfehérvár, Magyarország                   |
| június 30–július 13. | Tenisz               | 2025-ös wimbledoni teniszbajnokság 138. wimbledoni teniszbajnokság | London, Egyesült Királyság                     |

### Július
| Dátum                  | Sportág           | Esemény                                  | Helyszín                   |
| ---------------------- | ----------------- | ---------------------------------------- | -------------------------- |
| július 5–27.           | Országútikerékpár | 2025-ös Tour de France                   | Franciaország              |
| július 5–29.           | Sakk              | 2025-ös női sakkvilágkupa                | Batumi, Grúzia             |
| július 8–13.           | Kézilabda         | 2025-ös strandkézilabda-Európa-bajnokság | Alanya, Törökország        |
| július 11–augusztus 3. | Úszás             | 2025-ös úszó-világbajnokság              | Szingapúr                  |
| július 20–30.          | Vívás             | 2025-ös vívó-világbajnokság              | Tbiliszi, Grúzia           |
| július 21–27.          | Öttusa            | 2025-ös öttusa-Európa-bajnokság          | Madrid, Spanyolország      |
| július 23–27.          | Mountain bike     | 2025-ös mountain bike Európa-bajnokság   | Melgaco, Portugália        |
| július 23–augusztus 7. | Sportlövészet     | 2025-ös sportlövő Európa-bajnokság       | Châteauroux, Franciaország |
| július 30–augusztus 3. | Strandröplabda    | 2025-ös strandröplabda-Európa-bajnokság  | Düsseldorf, Németország    |

### Augusztus
| Dátum                         | Sportág              | Esemény                                              | Helyszín                                   |
| ----------------------------- | -------------------- | ---------------------------------------------------- | ------------------------------------------ |
| augusztus 2–3.                |                      | 2025-ös magyar atlétikai bajnokság                   | , Magyarország                             |
| augusztus 7–17.               |                      | 2025-ös világjátékok                                 | Csengtu, Kína                              |
| augusztus 8–17.               | Gyeplabda            | 2025-ös gyeplabda-Európa-bajnokság                   | Möchengladbach, Németország                |
| augusztus 13.                 | Labdarúgás           | 2025-ös UEFA-szuperkupa                              |                                            |
| augusztus 20–24.              | Ritmikus gimnasztika | 2025-ös ritmikus gimnasztika világbajnokság          | Rio de Janeiro, Brazília                   |
| augusztus 20–24.              | Lovassport           | 2025-ös kettesfogathajtó-világbajnokság              | Beekbergen, Hollandia                      |
| augusztus 20–24.              | Kajak-Kenu           | 2025-ös gyorsasági kajak-kenu világbajnokság         | Milánó, Olaszország                        |
| augusztus 22.– szeptember 7.  | Röplabda             | 2025-ös női röplabda-világbajnokság                  | Thaiföld                                   |
| augusztus 23.– szeptember 14. | Országútikerékpár    | 2025-ös Vuelta ciclista a España                     | Spanyolország                              |
| augusztus 25–31.              | Tollaslabda          | 2025-ös tollaslabda-világbajnokság                   | Párizs, Franciaország                      |
| augusztus 25.– szeptember 7.  | Tenisz               | 2025-ös US Open, 145. amerikai nyílt teniszbajnokság | New York, Amerikai Egyesült Államok        |
| augusztus 27–31.              | Öttusa               | 2025-ös öttusa-világbajnokság                        | Druskininkai, Litvánia                     |
| augusztus 27.– szeptember 14. | Kosárlabda           | 2025-ös férfi kosárlabda-Európa-bajnokság            | Ciprus Lettország Finnország Lengyelország |
| augusztus 30.– szeptember 14. | Mountain bike        | 2025-ös mountain bike világbajnokság                 | Valais, Svájc                              |

### Szeptember
| Dátum                    | Sportág           | Esemény                                    | Helyszín             |
| ------------------------ | ----------------- | ------------------------------------------ | -------------------- |
| szeptember 4–7.          | Lovassport        | 2025-ös négyesfogathajtó-Európa-bajnokság  | Lähden, Németország  |
| szeptember 5–7.          | Kosárlabda        | 2025-ös 3x3 kosárlabda-Európa-bajnokság    | Koppenhága, Dánia    |
| szeptember 11–14.        | Kajak-Kenu        | 2025-ös maratoni kajak-kenu világbajnokság | Győr, Magyarország   |
| szeptember 12–28.        | Röplabda          | 2025-ös férfi röplabda-világbajnokság      | Fülöp-szigetek       |
| szeptember 13–21.        | Birkózás          | 2025-ös birkózó világbajnokság             | Zágráb, Horvátország |
| szeptember 13–21.        | Atlétika          | 2025-ös atlétikai világbajnokság           | Tokió, Japán         |
| szeptember 17–október 9. | Labdarúgás        | 2025-ös U20-as labdarúgó-világbajnokság    | Chille               |
| szeptember 21–28.        | Országútikerékpár | 2025-ös országútikerékpár-világbajnokság   | Kigali, Ruanda       |
| szeptember 21–28.        | Evezés            | 2025-ös evezős világbajnokság              | Sanghaj, Kína        |

### Október
| Dátum          | Sportág           | Esemény                                       | Helyszín                     |
| -------------- | ----------------- | --------------------------------------------- | ---------------------------- |
| október 1–5.   | Országútikerékpár | 2025-ös országútikerékpár-Európa-bajnokság    | Drôme-Ardèche, Franciaország |
| október 3–12.  | Súlyemelés        | 2025-ös súlyemelő-világbajnokság              | Förde, [[]]                  |
| október 8–19.  | Sportlövészet     | 2025-ös koronglövő-világbajnokság             | Malakasza, Görögország       |
| október 12–19. | Curling           | 2025-ös vegyescsapat curling-világbajnokság   | Aberdeen, Skócia             |
| október 12–19. | Asztalitenisz     | 2025-ös csapat asztalitenisz Európa-bajnokság | Zára, Horvátország           |
| október 15–19. | Pálya-kerékpár    | 2025-ös pálya-kerékpár világbajnokság         | San Juan, Argentína          |
| október 19–25. | Torna             | 2025-ös torna-világbajnokság                  | Jakarta, Indonézia           |
| október 24–30. | Taekwondo         | 2025-ös taekwondo-világbajnokság              | Vuhszi, Kína                 |

### November
| Dátum                    | Sportág        | Esemény                                              | Helyszín                           |
| ------------------------ | -------------- | ---------------------------------------------------- | ---------------------------------- |
| november 1–8.            | Tenisz         | 2025-ös WTA Finals, Év végi női teniszvilágbajnokság | Rijád, Szaúd-Arábia                |
| november 6–16.           | Sportlövészet  | 2025-ös sportlövő-világbajnokság                     | Kairó, Egyiptom                    |
| november 13–16.          | Kajak-Kenu     | 2025-ös SUP-világbajnokság                           | Abu-Dzabi, Egyesült Arab Emírségek |
| november 14–16.          | Aerobik        | 2025-ös aerobik-Európa-bajnokság                     | Gəncə, Azerbajdzsán                |
| november 14–23.          | Strandröplabda | 2025-ös strandröplabda-világbajnokság                | Adelaide, Ausztrália               |
| november 16–23.          | Curling        | 2025-ös curling Európa-bajnokság                     | Lohja, Finnország                  |
| november 27–december 14. | Kézilabda      | 2025-ös női kézilabda-világbajnokság                 | Németország Hollandia              |

### December
| Dátum         | Sportág  | Esemény                                    | Helyszín             |
| ------------- | -------- | ------------------------------------------ | -------------------- |
| december 2–7. | Úszás    | 2025-ös rövid pályás úszó-Európa-bajnokság | Lubin, Lengyelország |
| december 14.  | Atlétika | 2025-ös mezei futó-Európa-bajnokság        | Lagoa, Portugália    |

## Halálozások

### Január
- Ján Zachara olimpiai bajnok csehszlovák ökölvívó (* 1928)
- Ralph Mann olimpiai ezüstérmes amerikai gátfutó
- Keleti Ágnes olimpiai bajnok tornász, edző, a nemzet sportolója (* 1921)
- Gilbert Van Binst Európa-bajnoki bronzérmes belga labdarúgó (* 1951)
- Dušan Maravić olimpiai bajnok jugoszláv válogatott labdarúgó, sportvezető (* 1939)
- Petya Pendareva Európa-bajnoki ezüstérmes bolgár rövidtávfutó
- Thelma Hopkins Európa-bajnok, olimpiai ezüstérmes északír magasugró
- Jacques Guittet világbajnok, olimpiai bronzérmes francia vívó (* 1930)
- Dmitrij Volkov olimpiai ezüstérmes orosz úszó
- Denis Law aranylabdás skót labdarúgó (* 1940)
- Fred Newhouse olimpiai bajnok amerikai rövidtávfutó
- Kralován Géza világbajnok kajakozó, edző, sportvezető
- Cornel Oțelea világbajnok román kézilabdázó (* 1940)
- Kraszimir Kocsev világbajnoki ezüstérmes bolgár birkózó
- Greg Bell olimpiai bajnok amerikai távolugró
- Jorge Luis Valdés olimpiai bajnok kubai baseballjátékos
- Jevgenyija Siskova világbajnok orosz műkorcsolyázó
- Vagyim Naumov világbajnok orosz műkorcsolyázó
- Boros Zoltán világbajnoki bronzérmes tájfutó, sportvezető (* 1948)
- Dick Button olimpiai bajnok amerikai műkorcsolyázó

### Február
- Friedrich Wilhelm Braun világbajnok és olimpiai bronzérmes brazil kosárlabdázó (* 1941)
- Jiří Čtvrtečka világbajnoki ezüstérmes (1975) csehszlovák kajakozó
- Ernst-Joachim Küppers olimpiai ezüstérmes német úszó
- John Morgan olimpiai bajnok amerikai vitorlázó
- Richard Meredith olimpiai bajnok amerikai jégkorongozó
- Georgiosz Rubanisz olimpiai bronzérmes görög atléta, rúdugró
- Dunai János olimpiai bronzérmes labdarúgó (* 1937)
- Kent Bernard olimpiai bronzérmes Trinidad és Tobagó-i rövidtávfutó
- Kjeld Rasmussen olimpiai bajnok dán sportlövő
- Jan Johnson olimpiai bronzérmes amerikai rúdugró
- Mihail Vasziljev olimpiai bajnok szovjet válogatott kézilabdázó
- Borisz Szpasszkij orosz-francia sakknagymester, világbajnok (* 1937)

### Március
- Buvajszar Szajtyijev olimpiai bajnok orosz birkózó
- Monostori Attila Európa-bajnoki ezüstérmes vízilabdázó, olimpikon
- Ella Zeller világbajnok román asztaliteniszező
- Richard McTaggart olimpiai bajnok ökölvívó
- Nakajama Akinori olimpiai bajnok japán tornász
- Norair Nurikjan olimpiai bajnok bolgár súlyemelő
- Vitár Róbert sportújságíró, sportvezető
- Doris Fitschen	Európa-bajnok, olimpiai bronzérmes német labdarúgó
- Wlamir Marques	világbajnok és olimpiai bronzérmes brazil kosárlabdázó
- Calistrat Cuțov olimpiai bronzérmes, Európa-bajnok román ökölvívó
- Eddie Jordan ír Formula–1-es csapatvezető
- George Foreman	olimpiai aranyérmes, profi világbajnok amerikai nehézsúlyú ökölvívó
- Giancarlo Guerrini olimpiai bajnok olasz vízilabdázó
- Jakabházy László válogatott jégkorongozó, olimpikon, edző, egyetemi oktató
- Szabó Ferenc Európa-bajnoki ezüst- és bronzérmes cselgáncsozó, olimpikon
- Bujdosó Ágota olimpiai és világbajnoki bronzérmes kézilabdázó

### Április
- Sterbinszky Amália	világbajnoki ezüstérmes, olimpiai bronzérmes kézilabdázó
- Heikki Hasu olimpiai bajnok finn sífutó
- Marija Subina olimpiai bajnok szovjet kajakozó
- Garami József labdarúgóedző
- Jair da Costa világbajnok brazil labdarúgó
- José Carlos világbajnoki bronzérmes portugál labdarúgó
- Mohácsi Ferenc	olimpiai bronzérmes kenus

### Május
- Jochen Mass német autóversenyző
- Luis Galván világbajnok argentin labdarúgó
- Sasics Szvetiszláv világbajnok öttusázó
- Nino Benvenuti olimpiai és világbajnok olasz ökölvívó
- Kiril Ivkov olimpiai ezüstérmes bolgár labdarúgó
- Szalman Haszimikov világbajnok szovjet birkózó

### Június
- Kincses Tibor	olimpiai bronzérmes cselgáncsozó
- Arany Éva világbajnoki ezüstérmes kézilabdázó
- Horváth Zoltán olimpiai és világbajnok kardvívó
- Bernard Lacombe Európa-bajnok francia labdarúgó
- Braulio Musso világbajnoki bronzérmes chilei labdarúgó
- Pauli Nevala olimpiai bajnok finn gerelyhajító
- Franco Testa olimpiai bajnok olasz kerékpárversenyző
- Silai Ilona olimpiai ezüstérmes romániai magyar középtávfutó
- Bill Dellinger	olimpiai bronzérmes amerikai futó
- Tajti József labdarúgóedző
- Csanálosi Miklós magyarkupa-győztes labdarúgó
- Tóth Gyula bajnoki ezüstérmes labdarúgó
- Ion Cernea világbajnok és olimpiai ezüstérmes román birkózó

### Július
- Rinus Israël világbajnoki ezüstérmes holland labdarúgó
- Mihai Leu világbajnok román ökölvívó
- Horváth László olimpiai ezüstérmes öttusázó, edző
- Audun Grønvold olimpiai bronzérmes norvég síkrosszversenyző
- Marlena Zagoni	olimpiai bronzérmes román evezős
- Laura Dahlmeier olimpiai és világbajnok német biatlonversenyző